# Jean Knocker
Jean Knocker, né le 16 janvier 1901 à Enghien-les-Bains et mort le 28 novembre 1997 à Cébazat, est un architecte naval français.

## Biographie
Jean Knocker est né à Enghien-les-Bains en 1901. Son père dirigeait une usine de chaussures et son grand-père avait été officier dans la Royal Navy. 
Il fait des études d’ingénieur à Supélec (Promotion 1923) et aux Arts et Métiers, et il est embauché comme ingénieur chez Michelin et, cette société étant une vraie multinationale (les plantations d’hévéas étaient en Amérique du Sud, Indochine, etc.).
Proche collaborateur d’Édouard Michelin, celui-ci le charge de prospecter dans le monde la plante qui pourrait supplanter l’hévéa pour la production du latex, matière première du caoutchouc. Il bourlingue pas mal mais ne la trouve jamais et acquiert, en revanche, de bonnes bases en agriculture et en arboriculture. Il collabore aussi au projet d’autorail à pneus de Michelin (la Micheline) et au guide Michelin.
Dans les années 1950, le frère ainé de son gendre lui propose de s’installer en baie de Somme pour l’aider dans une production industrielle de bulbes à fleurs. Parallèlement, il invente une drague reconstitueuse de digues et construit un chantier pour les mettre en œuvre. Comme cela ne marche pas, il propose à son gendre et à son frère de transformer le chantier pour y construire des bateaux de plaisance. Depuis son adolescence il navigue, en dériveur et sur des yachts, et est un bon marin, dans la tradition de sa famille.

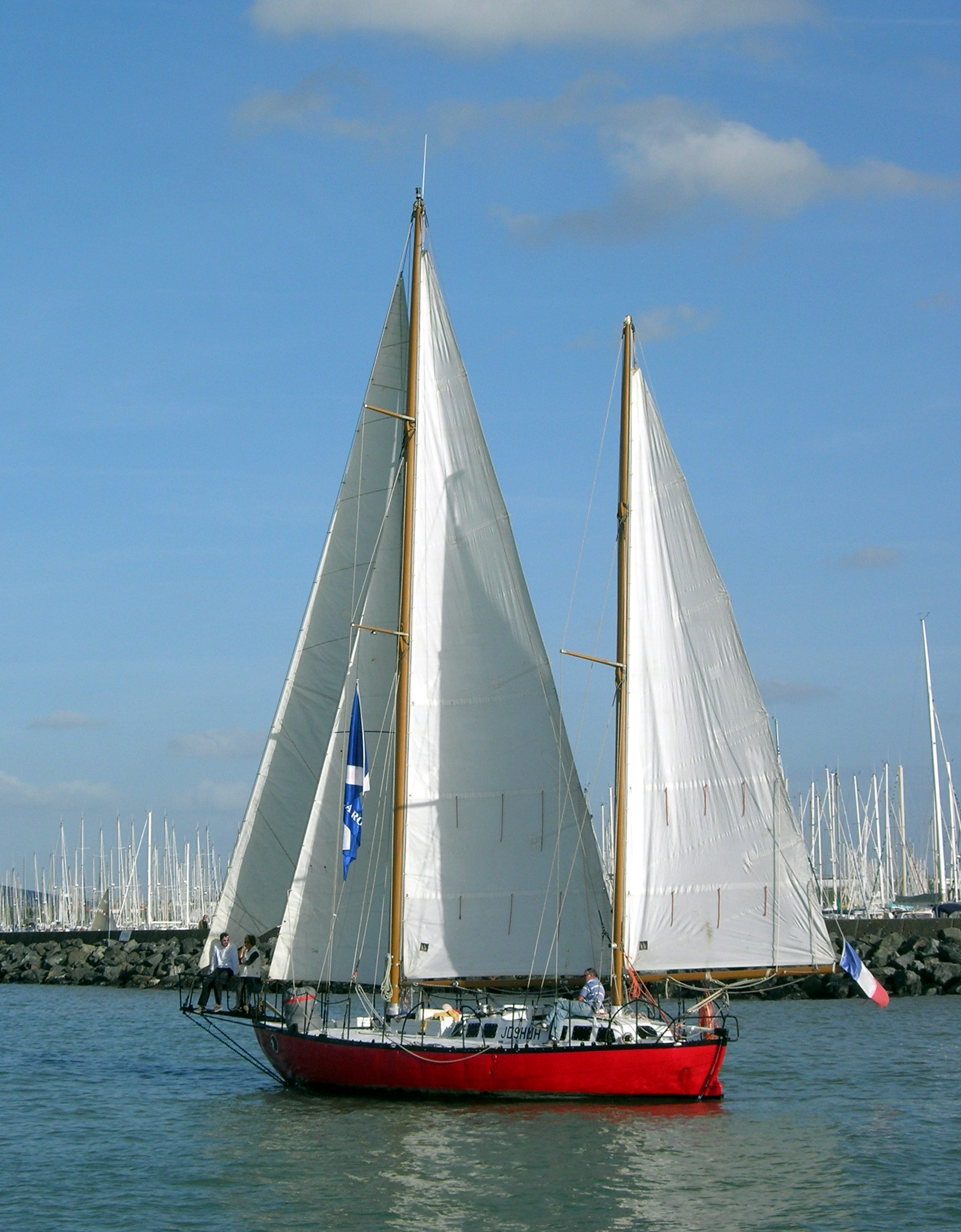
Joshua, le bateau de Moitessier aux Minimes à la Rochelle

Il crée bon nombre de voiliers, dont Joshua, le ketch de Bernard Moitessier qui sera construit à plus de 70 exemplaires. Il continue sa carrière d’architecte naval et avec talent, et souvent désintéressement, mais pas celle de constructeur de bateaux, sa technologie du bois moulé associé au plastique pour les parties supérieures devenant vite caduque devant l’essor du tout-plastique.
Il se lance dans la production d’une série de yachts jusqu’aux Casarca (1, 2, 3 et 4) qui seront les premiers voiliers de plaisance de cette taille (plus de 9 m) à être conçus et construits en bois moulé. Il apprend donc en autodidacte le métier d’architecte naval.
Il est décédé en 1997.

## Rencontre avec Bernard Moitessier
Il rencontre Bernard Moitessier au salon nautique début 1961 : il est alors très connu comme architecte naval et Moitessier vient d’écrire Le Vagabond des mers du Sud. Jean Knocker va lui proposer généreusement – et bénévolement – de dessiner les plans de Maïté, le futur bateau de Moitessier. Ils se rencontreront et s’écriront longuement pour mettre au point la base de Joshua, mais en plus petit.
Entretemps, Moitessier a rencontré Jean Fricaud, le patron du chantier Meta qui fabrique des pelles mécaniques et qui lui propose de construire son bateau en acier. Un peu cavalièrement, Moitessier prévient, au printemps 1961, Jean Knocker qu’il va faire faire son bateau, qui finalement s’appellera Joshua, sur la base de ses plans augmentés de 15 %.
L’architecte ne formalisera pas le moins du monde et deviendra ainsi le père du plus célèbre bateau de l’époque, celui de la longue route et du tour et demi du monde sans escale. Il restera en contact très amical avec Bernard Moitessier plus de 20 ans où ils s’écriront souvent et en se disant tout, même à l’époque où celui-ci s'écartera quelque peu du nautisme pour s'impliquer dans un militantisme écologique (parfois mal compris). Bernard Moitessier l’appellera toujours « mon cher Oncle Jean ».